# Zlattnik

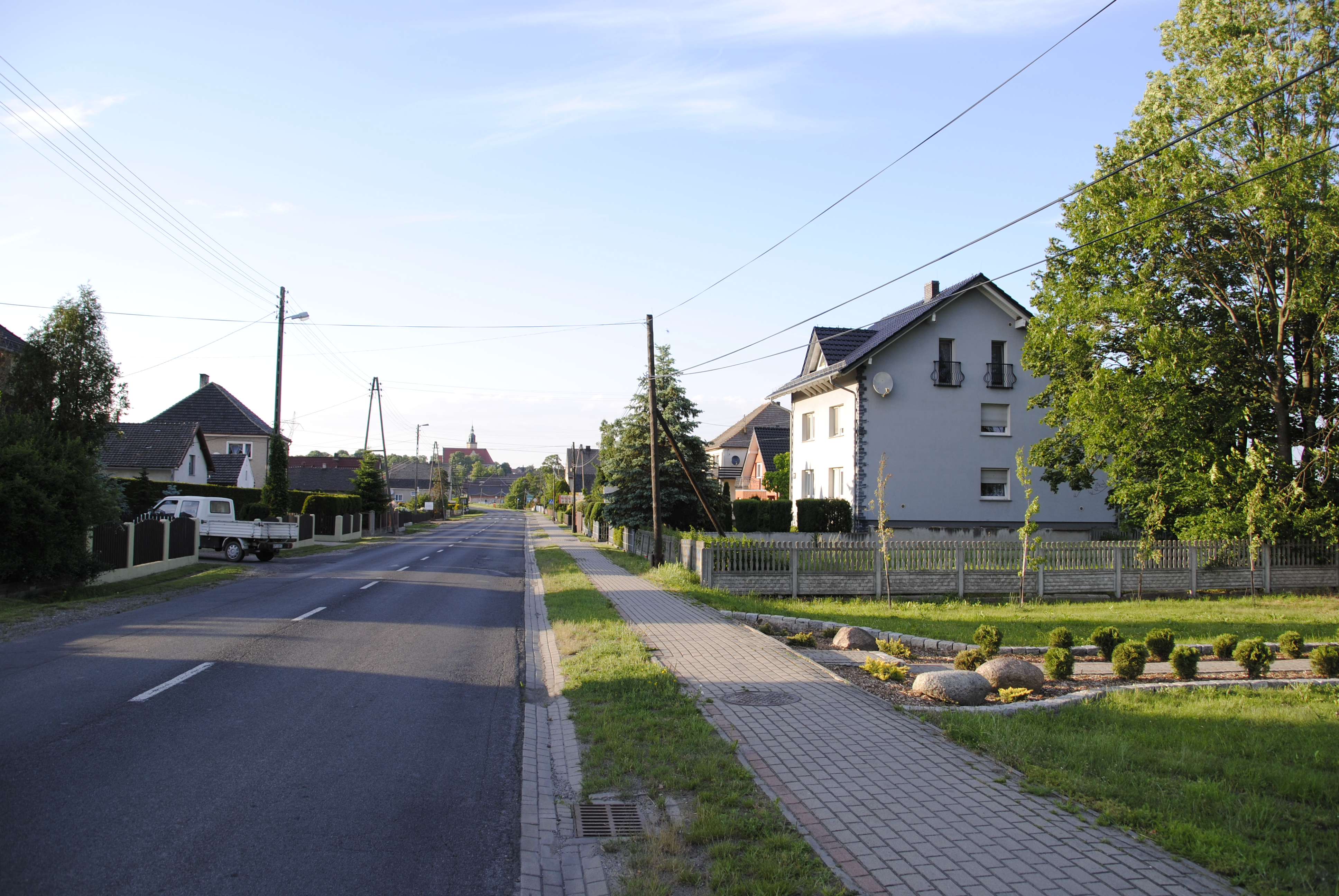
Ul. Opolska in Richtung Chrzumczütz

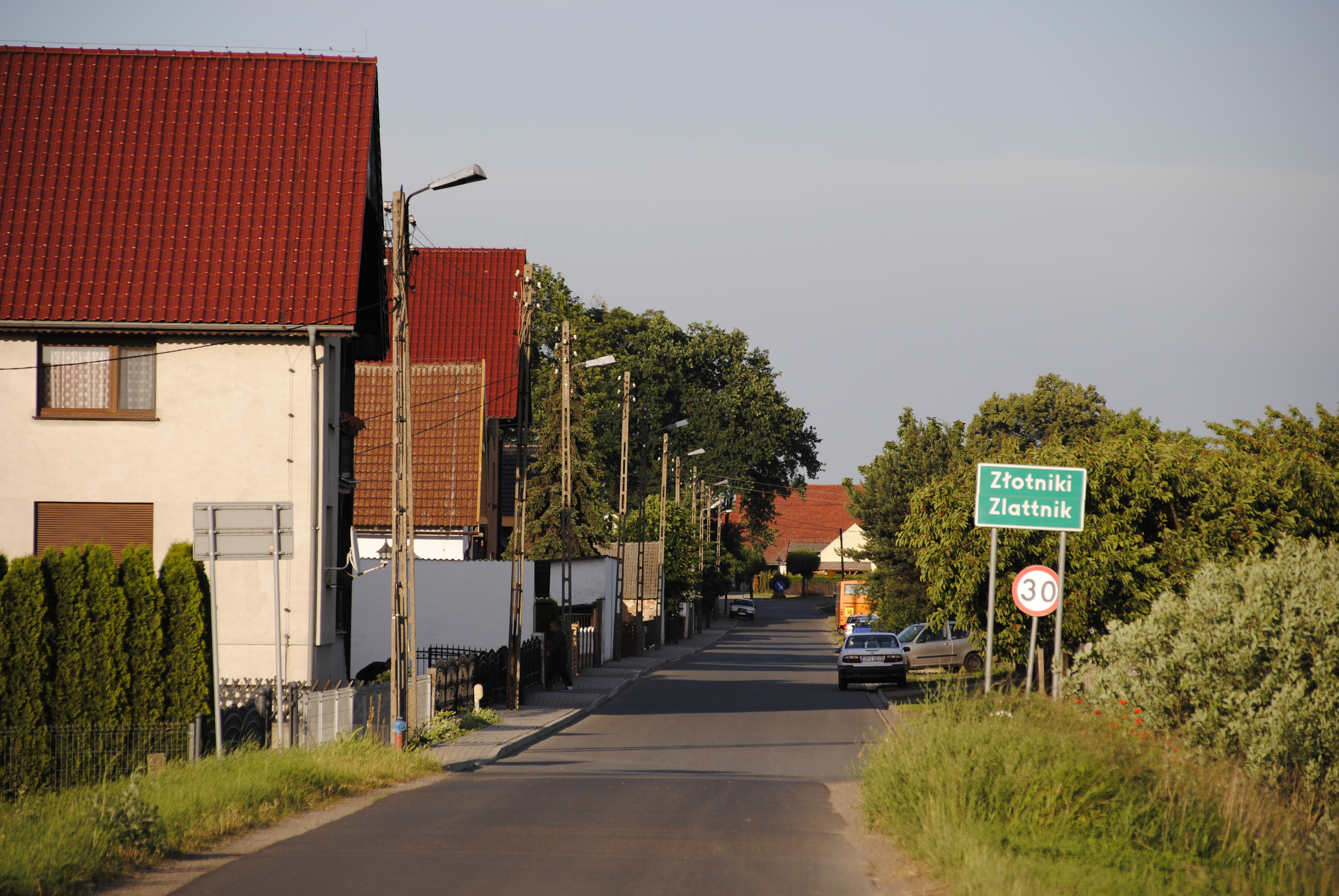
Ul. Parkowa mit zweisprachigem Ortsschild

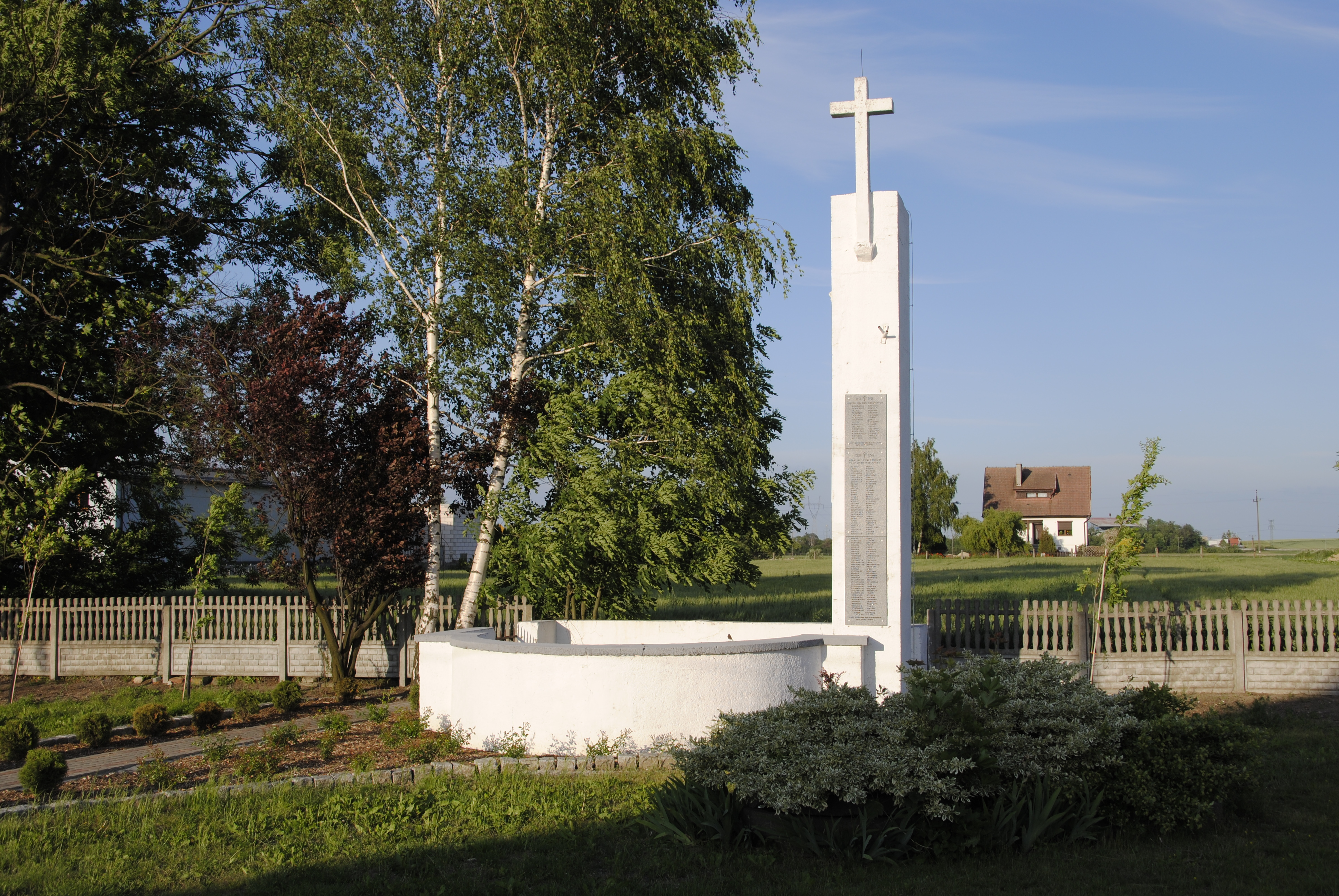
Gefallenendenkmal für die beiden Weltkriege

Zlattnik (polnisch Złotniki), 1936–1945 Goldenau, ist ein Ort in der Stadt- und Landgemeinde Proskau (Prószków) im Powiat Opolski der Woiwodschaft Opole (Oppeln) in Polen. Durch den Ort verläuft die Woiwodschaftsstraße 414.

## Geographie
Das Straßendorf Zlattnik liegt drei Kilometer nordöstlich von Proskau und neun Kilometer südlich von Opole (Oppeln) in der Schlesischen Tiefebene. 
Nachbarorte von Zlattnik sind im Norden Chrzumczütz, im Osten Chrzowitz, Boguschütz und Zlönitz, im Süden Proskau und im Westen Neuhammer.

## Geschichte
„Zlotnici“ wurde erstmals in einer Urkunde des Oppelner Herzogs Wladislau I. vom 30. November 1260 erwähnt, in der die beiden Dörfer Zlattnik und Zlönitz der Kirchgemeinde in Chrzumczütz zugesprochen werden.
Nach dem Ersten Schlesischen Krieg 1742 fiel Zlattnik mit dem größten Teil Schlesiens an Preußen. 1784 bestanden im Dorf zwei Vorwerke, 25 Bauern, acht Gärtner und 180 Einwohner.
1814 wurde Zlattnik durch einen Großbrand fast vollständig zerstört. Nach der Neuorganisation der Provinz Schlesien gehörte Zlattnik ab 1816 zum Landkreis Oppeln, mit dem es bis 1945 verbunden blieb. 1845 zählte das Dorf 60 Wohnhäuser, drei Handwerksbetriebe und ein Schulhaus. 1855 lebten 422 Einwohner im Ort. Für das Jahr 1865 sind belegt: ein Erbschulze, ein Kretscham, drei Bauern, 24 Halbbauern, sieben Gärtner, 20 Häusler und neun Einlieger. Die Bewohner waren nach Chrzumczütz eingepfarrt und die Kinder dorthin eingeschult. 1874 wurde der Amtsbezirk Schloss Proskau gebildet, der die Landgemeinden Chrzumczütz, Neuhammer, Proskau, Wilhelmsberg und Zlattnik sowie die Gutsbezirke Proskau Domäne und Zlattnik Domäne umfasste. 1885 lebten 510 Einwohner in Zlattnik.
Während der Volksabstimmung in Oberschlesien 1921 stimmten 174 Menschen für die Eingliederung nach Polen sowie 178 für einen Verbleib im Deutschen Reich. Zlattnik verblieb beim Deutschen Reich. 1933 lebten im Ort 636 Einwohner. Am 12. September 1935 wurde der Ortsname in Goldenau O.S. umbenannt. 1939 hatte der Ort 642 Einwohner.
1945 fiel der ehemals deutsche Ort Goldenau unter polnische Verwaltung und wurde nachfolgend in Złotniki umbenannt. Die deutsche Bevölkerung wurde, soweit sie nicht schon vorher geflohen war, weitgehend vertrieben. Die neu angesiedelten Bewohner waren teilweise Zwangsumgesiedelte aus Ostpolen, das an die Sowjetunion gefallen war.
Von 1945 bis 1950 gehörte es zur Woiwodschaft Schlesien und danach zur Woiwodschaft Opole. Seit 1999 ist der Powiat Opolski zuständig. Am 30. April 2010 erhielt das Dorf zusätzlich den amtlichen deutschen Ortsnamen Zlattnik.

## Sehenswürdigkeiten
- Schulgebäude von 1840, 1912 erweitert.
- Altes Feuerwehrhaus
- Kapelle von 1885 mit einer Statue der Jungfrau Maria
- Gefallenendenkmal für die beiden Weltkriege

## Vereine
- Deutscher Freundschaftskreis
- Freiwillige Feuerwehr OSP Złotniki

## Söhne und Töchter des Ortes
- Alfred Zech (1932–2011), Kindersoldat